# Mocowanie Canon EF

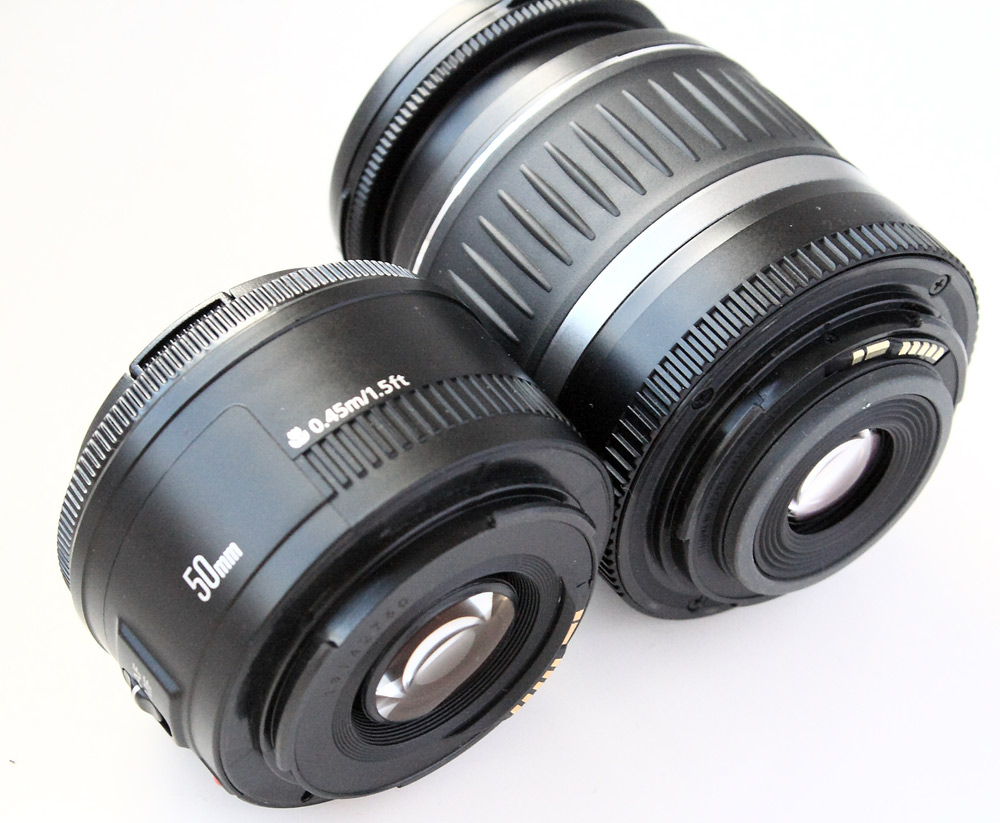
Bagnet Canon EF i EF-S

Mocowanie Canon EF – standard mocowania obiektywów wprowadzony w 1987 roku, zastępujący używany wcześniej standard Canon FD.
Podstawowym założeniem było przeniesienie silników i mechaniki do obiektywu, dzięki czemu aparat kontaktuje się z obiektywem wyłącznie za pomocą styków elektrycznych (brak elementów mechanicznych). Było to pierwsze na świecie takie rozwiązanie, nieco później wprowadziły je firmy Contax i Olympus.

## Obiektywy EF
- Canon EF 28mm
- Canon EF 70-200mm
- Canon EF 85mm
- Canon EF 50mm
- Canon EF 135 mm f/2.8 Softfocus